# گریس هالسل
گریس هالسل (به انگلیسی: Grace Halsell) (زاده ۷ می ۱۹۲۳ - مرگ ۱۶ اوت ۲۰۰۰) نویسنده و روزنامه‌نگار آمریکایی است.

## زندگی‌نامه
گریس هالسل در هفتم ماه می ۱۹۲۳ در تگزاس به دنیا آمد. هالسل از سال ۱۹۳۹ تا ۱۹۴۲ در دانشگاه فناوری تگزاس مشغول تحصیل بود. او یک سال در دانشگاه کلمبیا و همچنین در طول سال‌های ۱۹۴۵ تا ۱۹۶۱ در دانشگاه خصوصی تگزاس کریستین به تحصیل پرداخت. هالسل همچنین دانش‌آموخته دانشگاه سوربن نیز می‌باشد. هالسل در طی سال‌های ۱۹۴۲ تا ۱۹۶۵ برای روزنامه‌های زیادی کار کرد. در دهه ۱۹۶۰ میلادی و در جریان جنگ اسرائیل و اعراب (جنگ ژوئن ۱۹۶۷) در کاخ سفید به نویسندگی مشغول بود. او مسافرت‌هایی به اروپا، آمریکای جنوبی و آسیا داشت. هالسل به عنوان خبرنگار در جنگ آمریکا با کره و همچنین در جنگ ویتنام حضور داشت. هالسل مدت زمانی در اواخر جنگ جهانی دوم در ژاپن مشغول به کار بود. گریس هالسل در ۱۶ اوت ۲۰۰۰ بر اثر بیماری سرطان درگذشت.